# Liang Ming Wong
Liang Ming Wong (8 de mayo de 1963) es un deportista singapurense que compitió en taekwondo. Ganó cuatro medallas en el Campeonato Asiático de Taekwondo entre los años 1986 y 1998.

## Palmarés internacional
| Campeonato Asiático | Campeonato Asiático          | Campeonato Asiático | Campeonato Asiático |
| Año                 | Lugar                        | Medalla             | Categoría           |
| ------------------- | ---------------------------- | ------------------- | ------------------- |
| 1986                | Darwin (Australia)           | Medalla de plata    | –47 kg              |
| 1988                | Katmandú ()                  | Medalla de plata    | –47 kg              |
| 1992                | Kuala Lumpur (Malasia)       | Medalla de bronce   | –47 kg              |
| 1998                | Ciudad Ho Chi Minh (Vietnam) | Medalla de bronce   | –47 kg              |